# Svartifoss
Svartifoss (Svarta fallet) är ett vattenfall i republiken Island. Det ligger i regionen Austurland, i den södra delen av landet, 240 km öster om huvudstaden Reykjavík. Svartifoss ligger 163 meter över havet.

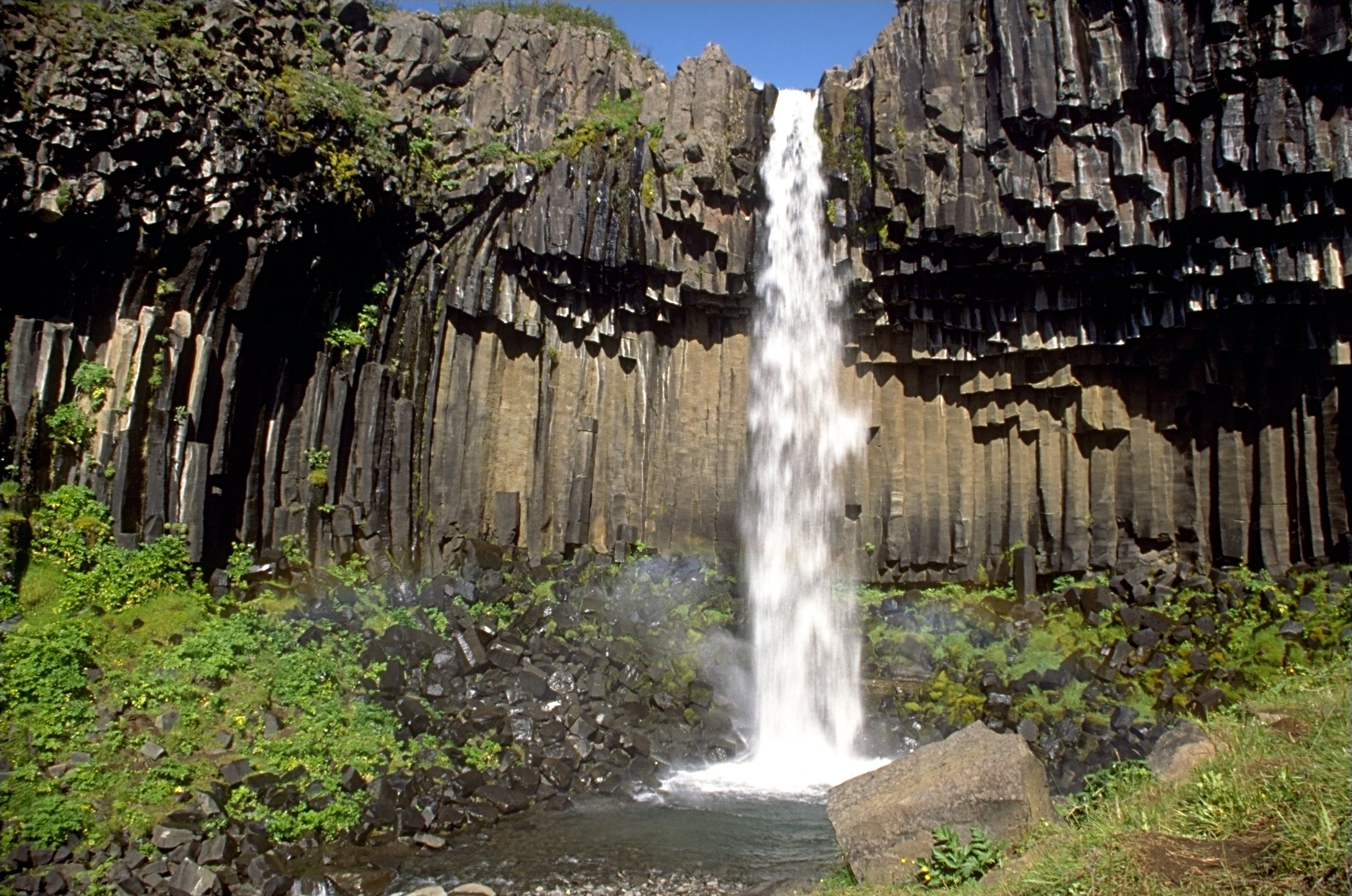
Svartifoss på sommaren

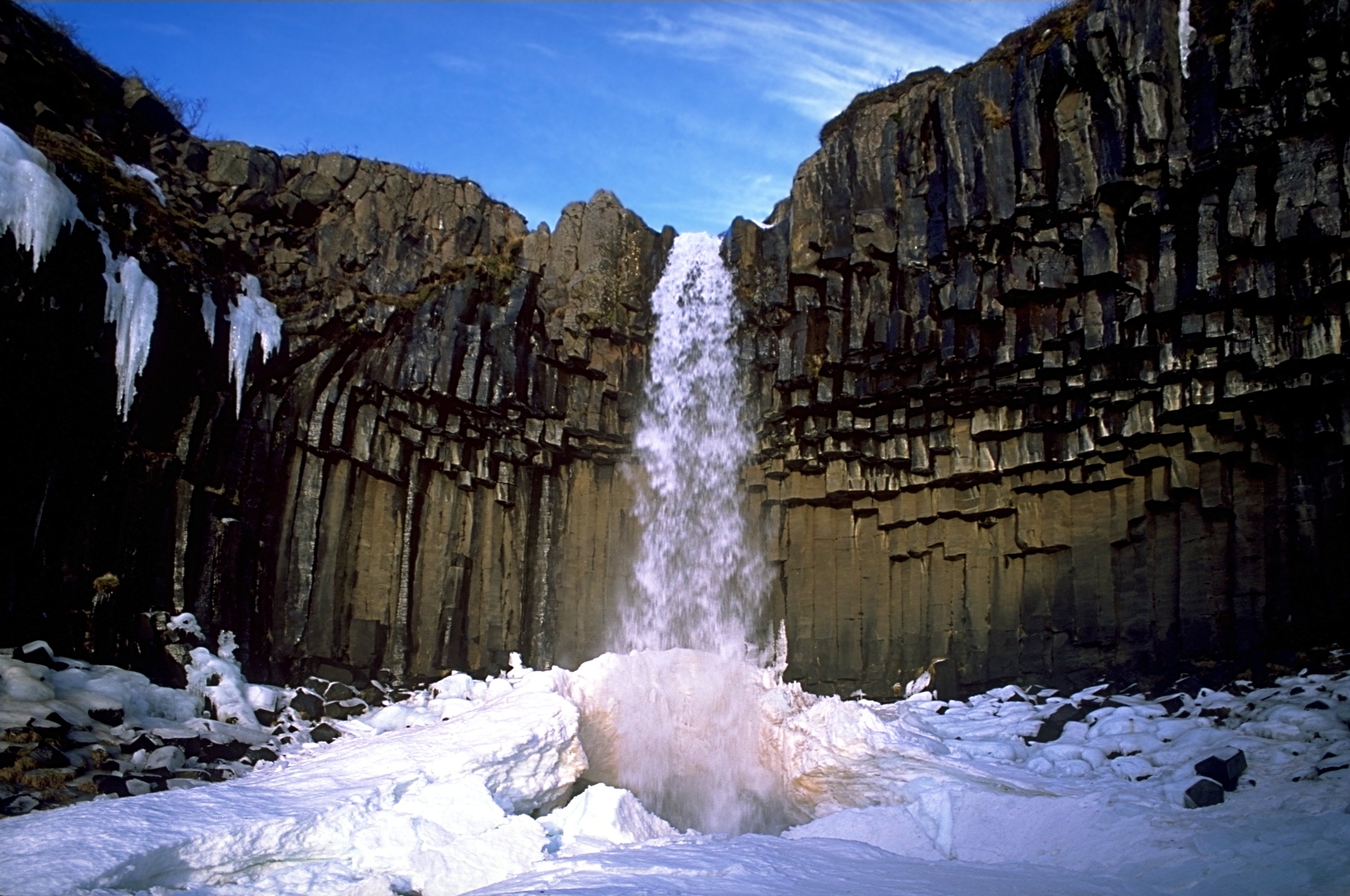
Svartifoss på vintern

Vattenfallet ligger i Skaftafell i Vatnajökulls nationalpark på Island, och är en av parkens mest populära sevärdheter. Fallet är omgivet av mörka lavapelare, som gav upphov till namnet. Andra välkända kolonnsektioner finns på Giant's Causeway i Nordirland, Devils Tower i Wyoming, USA och på ön Staffa i Skottland. Liknande formationer finns på hela Island, däribland en liten grotta på stranden vid Vík.
Basen i detta vattenfall är anmärkningsvärt för sina vassa stenar. Nya sexkantiga kolonnsektioner bryts snabbare bort än vad kanterna slits ned av det fallande vattnet.
Dessa basaltpelare har gett inspiration till isländska arkitekter, mest iögonfallande är Hallgrímskirkja och Islands nationalteater i Reykjavik som båda är ritade av Guðjón Samúelsson.
Terrängen runt Svartifoss är varierad.  Trakten runt Svartifoss är nära nog obefolkad, med mindre än två invånare per kvadratkilometer. Trakten runt Svartifoss är ofruktbar med lite eller ingen växtlighet.